# Magín el Mago
Magín el Mago est une bande dessinée espagnole illustrée par Francisco Ibáñez, appartenant à la franchise Mortadel et Filémon, éditée en 1971.

## Synopsis
Magin el Mago (Hypnus le magicien dans la série d'animation) est un magicien criminel maléfique doté d'une caractéristique très particulière : Magin possède la capacité d'hypnotiser quiconque le regarde dans les yeux, ce qui lui permet de se faire passer pour n'importe quelle personne, n'importe quel personnage, n'importe quel objet ou n'importe quel animal. Il utilise cette qualité pour commettre des vols à grande échelle dans toute la ville. Le super-intendant envoie Mortadel et Filémon pour arrêter ce voleur, qui auront fort à faire avec lui.

## Adaptation
La bande dessinée été adaptée dans son intégralité dans l'épisode de la série d'animation homonyme.